# Burchard von Suhm
Burchard von Suhm (* 5. Juni 1666; † 14. März 1720 in Paris) war sächsischer und polnischer Diplomat.

## Familie
Burchard von Suhm entstammte der Adelsfamilie Suhm und war ein Sohn des königlich dänischen Staatsrat und Amtsverwalter in Pinneberg Heinrich von Suhm (1636–1700) und der Margareta Dorothea von Felden (1648–1711).  
Seine Brüder waren u. a. der dänische Admiral Ulrik Frederik von Suhm (1686–1758) und der kursächsische Generalmajor Ernst Heinrich von Suhm (1668–1729). Der Historiker Peter Frederik Suhm (1728–1798) war sein Neffe. 
Suhm war seit 1689 mit Gesilla von Brüggemann (1672–1711) vermählt. Aus der Ehe gingen sechs Töchter und sieben Söhne hervor. 
Darunter die beiden Diplomaten Ulrich Friedrich von Suhm (1691–1740) und Nicolaus von Suhm (1697–1760), der Schoutbynacht Heinrich von Suhm (1693–1744), sowie der kursächsische Generalleutnant Peter von Suhm (1696–1760).

## Leben
Er studierte in Straßburg, Genf, Frankfurt sowie seit 1686 in Leipzig. Dem schlossen sich mehrere Reisen durch Frankreich an. Anschließend scheint es so, dass er nach 1700 zunächst seinem Vater als Amtsverwalter in Pinneberg nachfolgte. 
Vermutlich folgte er, wie andere seiner Familie dem Ruf Anna Sophias, der Gemahlin des Kurfürsten an den sächsischen Hof nach Dresden.
Dort wurde er zunächst Kammer- und Legationsrat, dann Geheimer Rat. Unter der Förderung durch Jacob Heinrich von Flemming, wurde er 1709 sächsischer Gesandter in Frankreich, nahm mit seinem Sohn Nicolaus für Kursachsen am Friedenskongress in Utrecht teil und wurde ca. 1714 Geheimer Kriegsrat. 
1720 verstarb er in Paris, sein Nachfolger als Gesandter in Frankreich wurde Carl Heinrich von Hoym.